# Bruno Moritz
Bruno Moritz (geboren 10. Januar 1898 in Neuwarp; gestorben nach 1964) war ein deutsch-ecuadorianischer Buchhändler und Schachspieler. 

## Leben
Bruno Moritz war ein Sohn des Leo Moritz und der Luise Blau. Er studierte, wurde promoviert und arbeitete als Geschäftsmann. In den 1920er Jahren betätigte er sich auch als Schachspieler und nahm an mehreren Turnieren teil, so an dem 1926 von der FIDE bei ihrem Kongress in Budapest veranstalteten kleinen Mannschaftsturnier, das erstmals nach schacholympischen Regeln ausgetragen wurde. 
Moritz war in zweiter Ehe mit Lilly Alexander verheiratet, ihnen glückte 1939 die Flucht aus dem nationalsozialistischen Deutschland nach England, von wo aus sie nach Ausbruch des Zweiten Weltkriegs mit einem von der jüdischen Hilfsorganisation Hebrew Immigrant Aid Society (HICEM/HIAS) vermittelten Visum 1940 nach Ecuador gelangten. In Guayaquil schlug er sich als Straßenhändler durch. Er kam durch sein Schachspiel in bürgerliche Kreise, und es gelang ihm, einen stationären Buchhandel aufzumachen, der sich als „Libreria Cientifica“ mit einer Filiale in Quito zum bedeutendsten Buchhändler Ecuadors entwickelte. 1952 verlegte er das Buch seines Freundes Arturo Eichler „Nieve y Selva en Ecuador“ („Schnee und Urwald in Ecuador“).
Moritz ging 1955 nach Deutschland und übergab die Buchgeschäfte an seinen Stiefsohn Werner Aharon Alexander. Als Alexander 1960 nach Israel auswanderte, kehrte Moritz nach Guayaquil zurück und übernahm wieder das Geschäft. Er engagierte sich in der Wohltätigkeitsorganisation der jüdischen Gemeinde. 
Moritz war 1964 Mitglied der ecuadorianischen Mannschaft bei der Schacholympiade in Tel Aviv. 